# Węgierskie (województwo wielkopolskie)
Węgierskie (niem. Wengierskie) – wieś w Polsce położona w województwie wielkopolskim, w powiecie poznańskim, w gminie Kostrzyn. Wieś przynależy do parafii w Czerlejnie. W pobliskim lesie znajdują się miejsca pamięci krzyż oraz kapliczka na drodze w kierunku Janowa. Wieś bezpośrednio sąsiaduje z Pławcami, Markowicami, Ługowinami, Janowem. 
W latach 1975–1998 miejscowość należała administracyjnie do województwa poznańskiego.
We wsi znajduje się piętrowy pałac z reprezentacyjnym portykiem arkadowym wielkiego porządku wspartym na dwóch filarach i dwóch kolumnach, zwieńczonym trójkątnym frontonem. Pałac zbudowano w 1912 r. według projektu Rogera Sławskiego dla rodziny Ziołeckich. Obecnie pełni funkcję domu mieszkalnego.

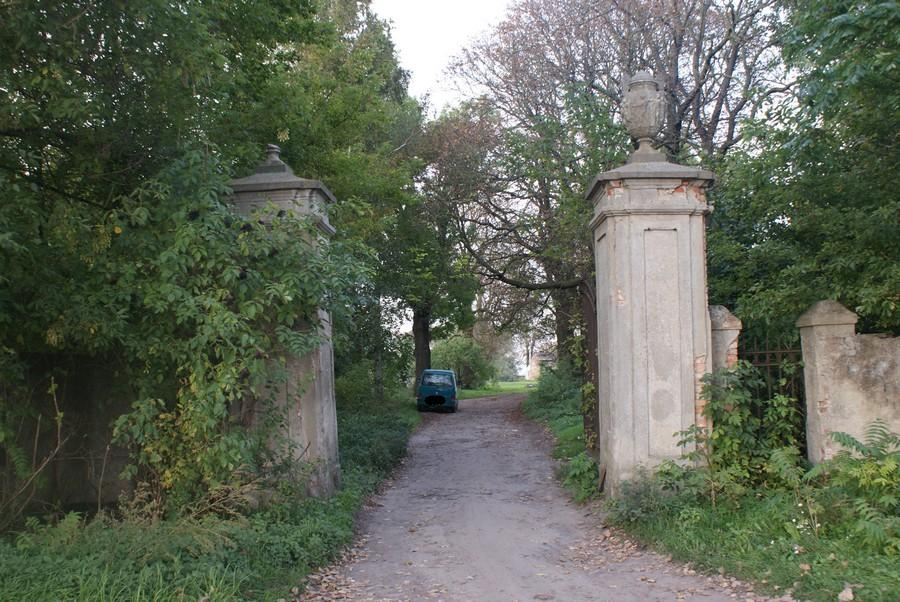
Brama pałacowa

## Historia
Wieś Węgierskie (pisane jako Wengierskie, Vegierskie, Wangerske, Vagerske) osadzona była niegdyś przez jeńców z Węgier. Wspomniana w źródłach z 1371 r. Pierwotnie należała do rodu Węgierskich – dziedziczyli majątek w początkach XVII wieku, Malczewskich (XVIII w.) oraz Bronikowskiej (1843 r.). Później majątek przeszedł w ręce niemieckie, a w 1890 r. przejął go Bank Kredytowy w Szczecinie. Następnie przejęty został przez rodzinę Ziołeckich. W II poł. XIX wieku został wybudowany dwór na rzucie prostokąta, pierwotnie piętrowy. Na początku XX wieku został rozbudowany i nawiązywał do stylu neorenesansowego. Park krajobrazowy powstał na przełomie XIX i XX wieku. Pałac od 1945 r. zamieszkiwany był przez rodziny parcelantów, następnie spółdzielców i pracowników PGR.

## Krzyż pamięci
W lesie nieopodal wsi znajduje się krzyż poświęcony pamięci ofiar hitleryzmu. Napis na tablicy pamiątkowej brzmi:
„W tym miejscu 4 listopada 1939 r. 

rozstrzelani zostali przez hitlerowców 

mieszkańcy Kostrzyna 

Roman Tomaszewski, 

Stanisław Janiszewski, 

Leon Pacholski. 

Cześć ich Pamięci.”

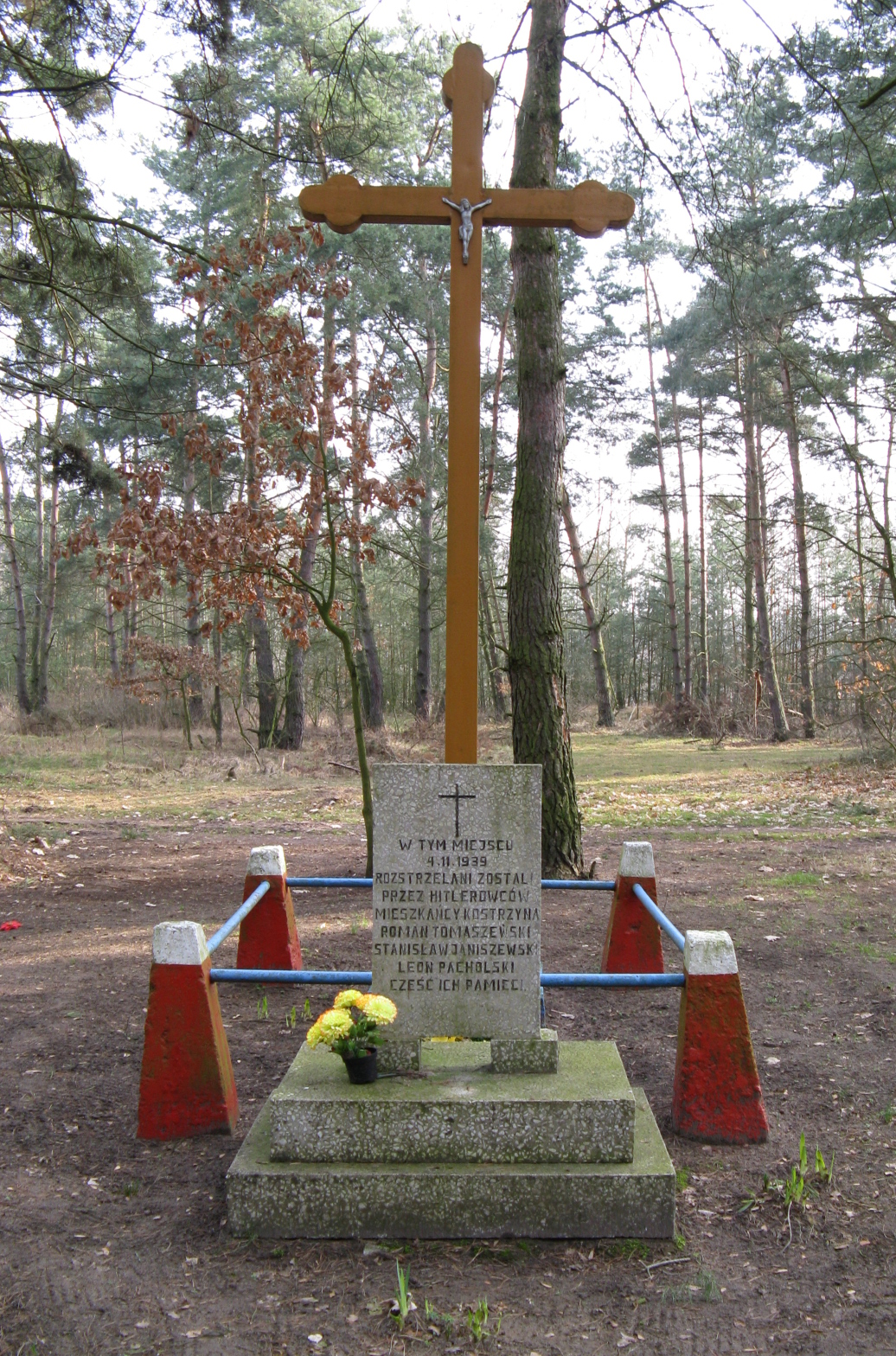
Krzyż pamięci
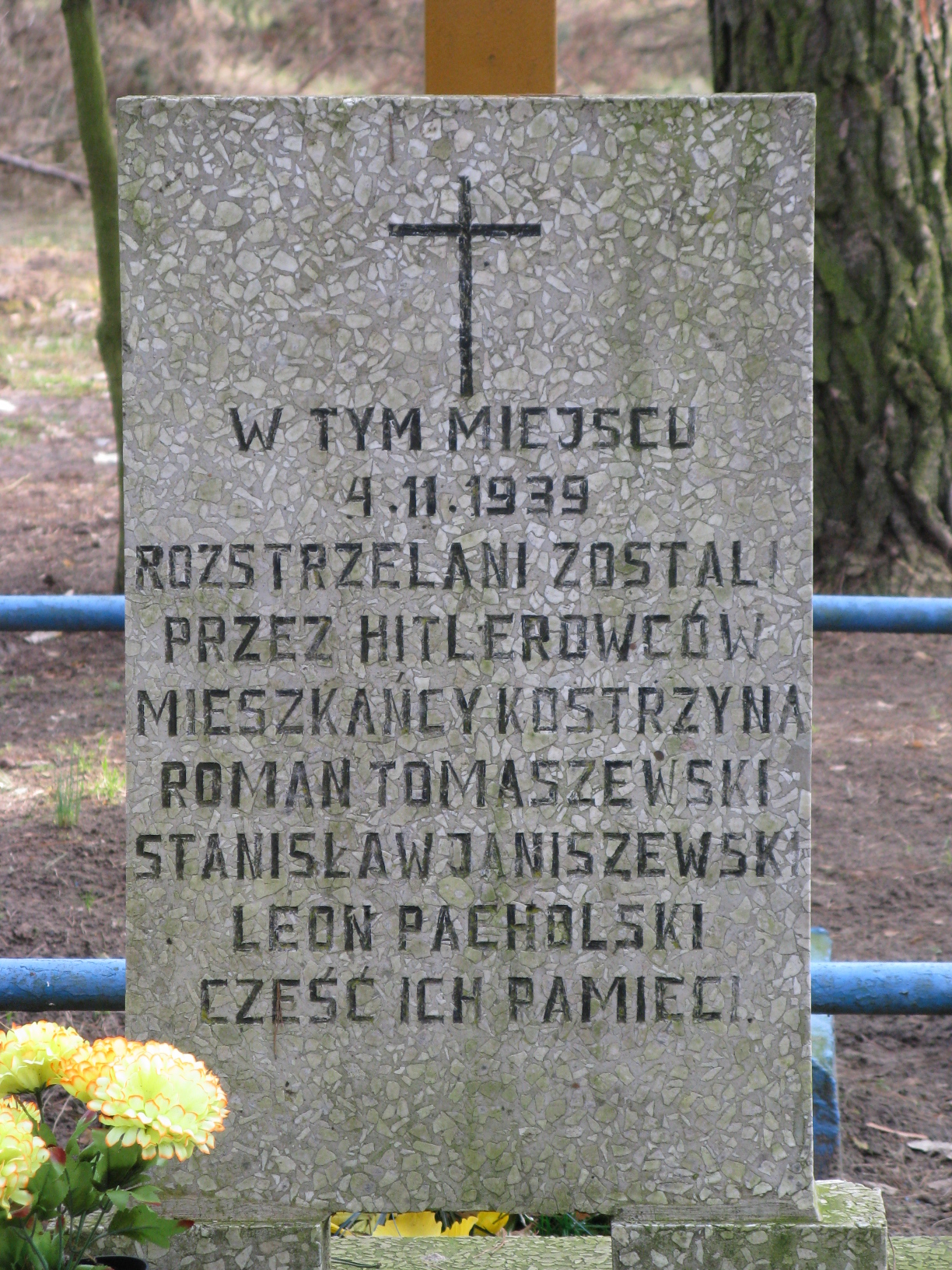
Tablica pamiątkowa